# استیون لورنتس
استیون لورنتس (انگلیسی: Steven Lewerenz؛ زادهٔ ۱۸ مهٔ ۱۹۹۱) بازیکن فوتبال اهل آلمان است.
از باشگاه‌هایی که در آن بازی کرده‌است می‌توان به باشگاه فوتبال هولشتاین کیل، باشگاه فوتبال هامبورگ، باشگاه فوتبال ماینتس ۰۵، باشگاه فوتبال لایپزیگ، و باشگاه فوتبال وورتسبورگ کیکرز اشاره کرد.
وی همچنین در تیم ملی فوتبال جوانان آلمان بازی کرده‌است.